# Pantaimakmur
Pantaimakmur is een bestuurslaag in het regentschap Bekasi van de provincie West-Java, Indonesië. Pantaimakmur telt 9601 inwoners (volkstelling 2010).